# آلبرت کاپیکیان
آلبرت زاون کاپیکیان (ارمنی: Ալբերտ Կապիկյան; انگلیسی: Albert Zaven Kapikian‏; ۹ مهٔ ۱۹۳۰ – ۲۴ فوریهٔ ۲۰۱۴) ویروس‌شناس ارمنی‌تبار اهل ایالات متحده آمریکا بود که نخستین واکسن مجاز بر ضد روتاویروس، که دلیل اسهال شدید در میان کودکان است، را توسعه داد. مدال طلایی سابین به خاطر کارهای پیشگامانه واکسن به وی اعطا گردید. کاپیکیان در سال ۱۹۵۶ از کالج پزشکی ویل کرنل فارغ‌التحصیل شد.